# Biển Greenland
Biển Greenland là một vùng biển tiếp giáp Greenland về phía tây, quần đảo Svalbard về phía đông, eo biển Fram và Bắc Băng Dương về phía bắc, và biển Na Uy và Iceland về phía nam. Biển này thường được xem là một phần của Bắc Băng Dương, và đôi khi được nhìn nhận là một phần của Đại Tây Dương.
Tuy nhiên, các định nghĩa về Bắc Băng Dương và các vùng biển của nó có xu hướng không chính xác hoặc mang tính tùy tiện. Nhìn chung, biển Greenland không được xem là vùng biển thuộc Bắc Băng Dương. Trong ngành hải dương học, biển Greenland được xem là một phần của các biển Bắc Âu, cùng với biển Na Uy. Các biển Bắc Âu là một nối kết quan trọng giữa Bắc Băng Dương và Đại Tây Dương, và có thể có ý nghĩa quan trọng trong việc ngắt hoàn lưu đường nhiệt (shutdown of thermohaline circulation). Người ta thường gọi chung Bắc Dương và các biển Bắc Âu là "Biển Địa Trung Hải Bắc Cực" trong hải dương học, một biển cận biên của Đại Tây Dương.
Biển Greenland mang đặc tính khí hậu Bắc Cực với các cơn gió phía bắc xảy ra thường xuyên và nhiệt độ ít khi tăng trên 0 °C (32 °F). Trước đây, biển đã từng có khu vực lưỡi băng Odden (Odden), mở rộng về hướng đông từ rìa băng chính Đông Greenland ở vùng phụ cận từ vĩ tuyến 72 đến 74 độ Bắc trong suốt mùa đông và hoạt động như một khu vực hình thành băng mùa đông chủ yếu ở Bắc Cực. Mảng Băng Tây hình thành vào mùa đông ở Biển Greenland, phía bắc Iceland, nằm giữa Greenland và đảo Jan Mayen. Hải cẩu Greenland và hải cẩu mào sinh sản nhiều nhất ở mảng băng này và chúng là đối tượng bị săn bắn trong hơn 200 năm.

## Khu vực biển
Tổ chức Thủy văn Quốc tế định nghĩa các ranh giới của Biển Greenland như sau:

Về phía Bắc. Đường nối từ điểm cực Bắc của Spitzbergen  [sic] [Svalbard] với điểm cực Bắc của Greenland.
Về phía Đông. Bờ biển phía Tây của Tây Spitzbergen  [sic] [đảo Spitsbergen].
Về phía Đông Nam. Một đường nối từ điểm cực Nam của Tây Spitzbergen  [sic] với điểm phía bắc của đảo Jan Mayen, xuống bờ biển phía tây của hòn đảo đó đến cực Nam của nó, sau đó là đường tới cực Đông của Gerpir (67°05′N, 13°30′W) [sic, thực ra là tại vị trí 65°05′B 13°30′T / 65,083°B 13,5°T] ở Iceland.
Về phía Tây Nam. Đường nối từ Straumnes (cực Tây Bắc của Iceland) tới Cape Nansen (68°15′B 29°30′T / 68,25°B 29,5°T) ở Greenland.
Về phía Tây. Bờ biển phía Đông và Đông Bắc của Greenland giữa Mũi Nansen và điểm cực Bắc.

## Lịch sử
Các cuộc khảo sát biển Greenland lần đầu xảy ra vào giai đoạn 1876–1878, là một phần trong Chuyến thám hiểm Bắc Đại Tây Dương của người Na Uy. Từ đó, nhiều quốc gia, nhất là Na Uy, Iceland và Nga, đã gửi nhiều tàu thám hiểm khoa học đến vùng biển này. Vào năm 1909, Fridtjof Nansen chính là người đã mô tả hệ thống dòng nước khá phức tạp ở biển Greenland.
Trong vòng 300 năm, biển Greenland là địa điểm nổi tiếng của ngành công nghiệp săn bắt cá voi, cho đến năm 1911, trụ sở săn bắt chủ yếu nằm ở Spitsbergen. Khi ấy, quần thể cá voi đông đúc trước đó đã cạn kiệt, khiến ngành công nghiệp săn bắt không thể có lợi nhuận. Vì vậy, những con cá voi còn lại đã được bảo vệ, nhưng dường như số lượng cá thể đã không thể phục hồi đáng kể. Từ cuối thập niên 1990, các nhà sinh học vùng cực đã ghi nhận được sự gia tăng dân số cá voi đầu cong ở địa phương; các nhà khoa học bắc cực cũng phát hiện ra số lượng đáng ngạc nhiên của loài này trong một khu vực nhỏ vào năm 2015. Những kết quả trên được xem là những dấu hiệu đầu tiên cho thấy loài cá đặc biệt từng có thời kỳ là quần thể cá voi lớn nhất thế giới (với 52.000 con) này đang hồi sinh.
Dựa theo các bằng chứng khảo cổ học, các nhà khoa học cho rằng người Inuit đã săn bắt cá voi với quy mô phi công nghiệp ở biển Greenland từ thế kỷ 15.
Vào năm 2017, nhóm chèo thuyền đại dương do Fiann Paul dẫn đầu đã trở thành những người đầu tiên vượt biển bằng sức người.

## Địa lý và địa chất biển

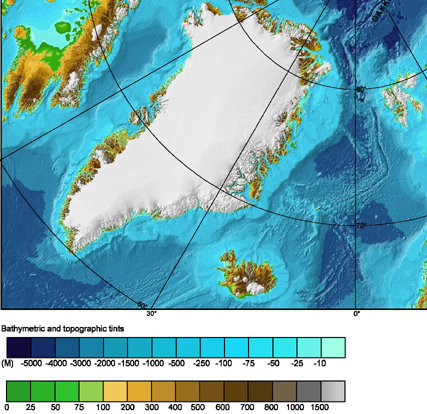
Địa hình biển

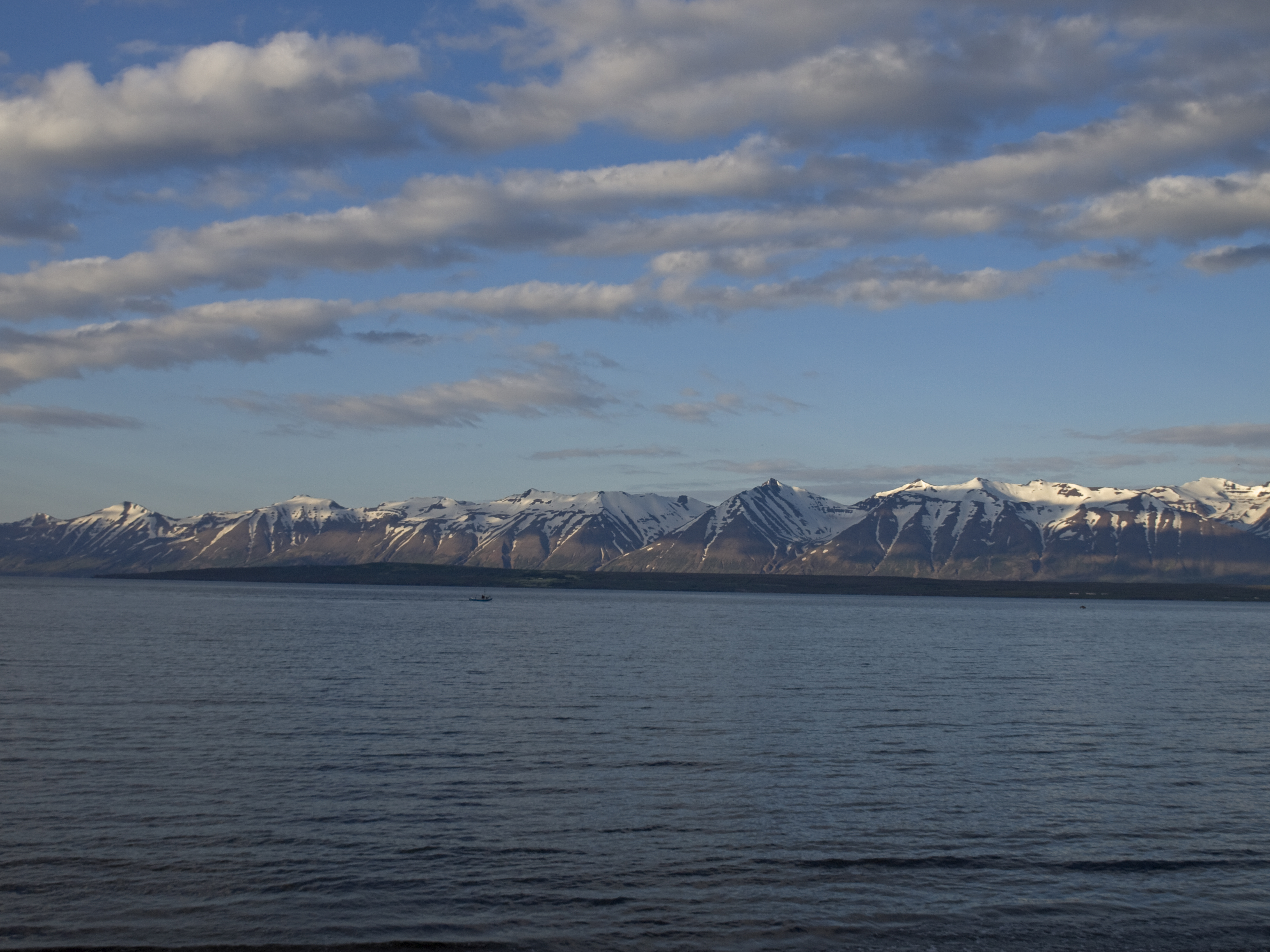
Eyjafjörður, vịnh hẹp (fjord) dài nhất ở phía Bắc Iceland, thuộc Biển Greenland.

Về vị trí địa lý, biển Greenland tiếp giáp đảo Greenland về phía tây và giáp eo biển Đan Mạch và Iceland phía nam. Về phía đông nam, đằng sau đảo Jan Mayen (Na Uy) là vùng biển biển Na Uy rộng lớn, trong đó biển Greenland có thể được coi là một phần mở rộng. Thông qua eo biển Fram về phía đông bắc, biển Greenland được phân định bởi quần đảo Svalbard (Na Uy). Phần phía nam của biển Greenland, gần khu vực phía nam của Vùng Gãy Jan Mayen (Jan Mayen Francture Zone) hay đường Cape Brewster - Jan Mayen (đôi khi được gọi là biển Iceland).
Đáy biển Greenland là một khu vực sụt lún, có biên giới giới hạn về phía nam là dòng nước sống núi Greenland-Iceland và phía đông là sống núi Mohns và sống núi Knipovich (hai phần của sống núi Đại Tây Dương). Về phía tây, lúc đầu đáy biển giảm nhẹ độ sâu, nhưng sau đó nhanh dần về phía dải ven biển rộng lớn. Các hạt bột lấp đầy các hốc và hẻm ngầm; cát bùn, sỏi, đá tảng và các phụ phẩm khác của quá trình xói mòn phủ lên các thềm biển và sống núi.
Dù điểm sâu nhất bên trong biển là 4.846 m (15.899 ft), nhưng người ta đã đo được độ sâu lên tới 5.570 m (18.270 ft) ở Molloy Deep thuộc eo biển Fram, nối liền với biển tới Bắc Băng Dương về phía bắc. Dải băng Greenland vươn xuống biển ở vịnh Jokel.
Biển Greenland có các đảo chính là quần đảo Svalbard, Jan Mayen và các đảo ven biển ngoài khơi bờ đông bắc Greenland, chẳng hạn như đảo Hovgaard, Ella, Hansen Godfred, Île-de-France, Lynn, Norske, Gamma và Schnauder. Trong các đảo này, chỉ quần đảo Svalbard là có người sinh sống, và Jan Mayen thì có nhân viên quân sự đóng quân tạm thời. Sau khi Hội Quốc Liên trao cho Na Uy quyền tài phán đối với Jan Mayen, vào năm 1921, nước này đã mở trạm khí tượng đầu tiên ở đó. Trạm là đối tượng tranh chấp giữa Đức và Vương quốc Anh trong Thế chiến thứ hai. Ngày nay, một số đài phát thanh và đài khí tượng vẫn còn hoạt động trên đảo.

## Thủy văn, khí hậu và băng

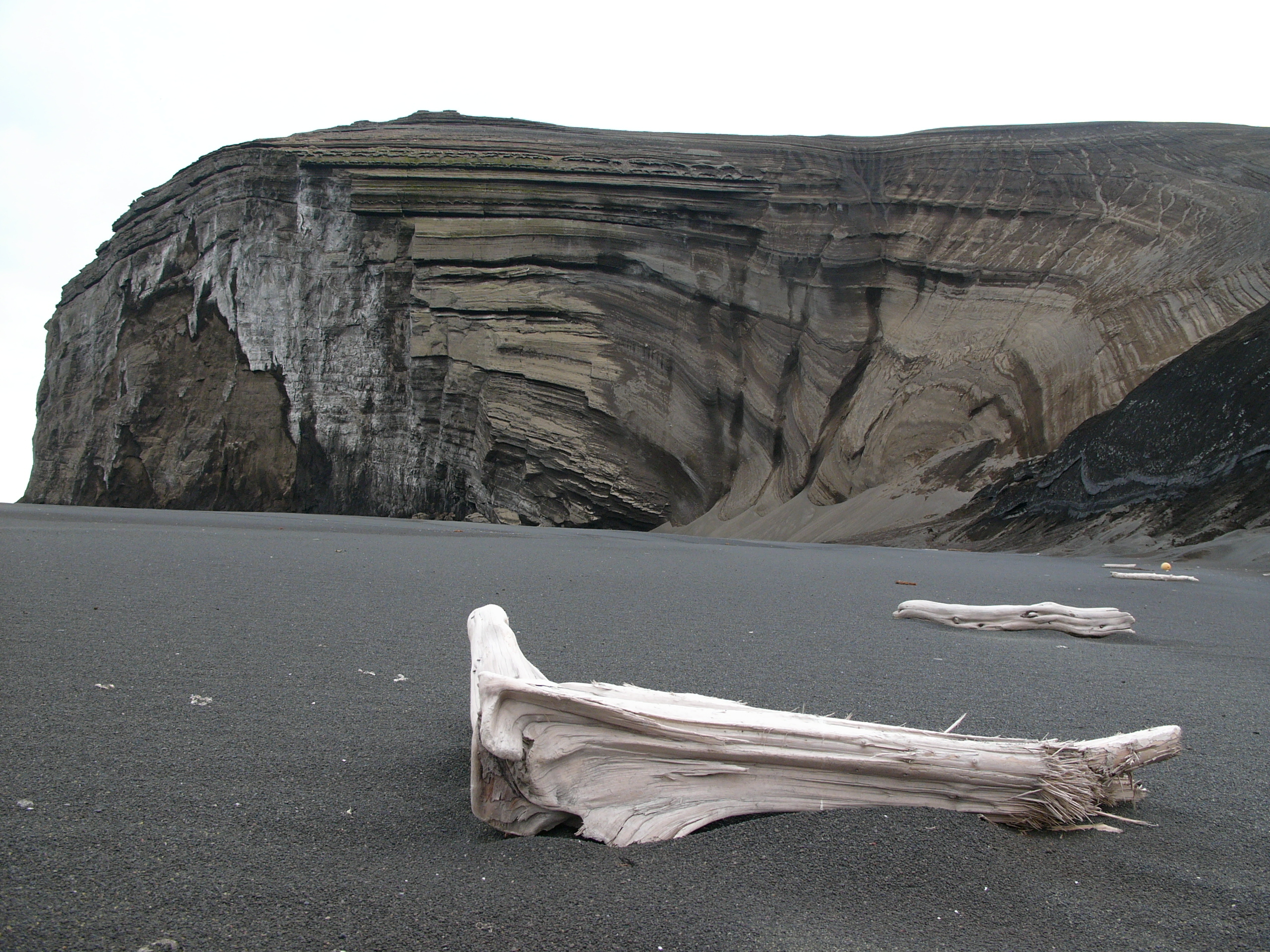
Một bãi biển ở đảo Jan Mayen

Biển Greenland có khí hậu Bắc Cực và khác nhau đáng kể trên khu vực biển rộng lớn. Nhiệt độ không khí dao động trong khoảng từ −49 °C (−56 °F) ở gần Spitsbergen vào mùa đông đến 25 °C (77 °F) ở ngoài khơi Greenland vào mùa hè. Trong tháng 2, tháng lạnh nhất, nhiệt độ trung bình ở phía nam và phía bắc lần lượt là −10 °C (14 °F) và −26 °C (−15 °F). Vào tháng 8, tháng ấm nhất, các giá trị này là 5 °C (41 °F) và 0 °C (32 °F). Mùa hè ở vùng biển này rất ngắn: số ngày có nhiệt độ lớn hơn 0 °C (32 °F) mỗi năm chỉ dao động trong khoảng từ 225 ngày ở phía bắc đến 334 ngày ở phía Nam. Lượng mưa hàng năm là 250 mm (10 in) ở phía bắc, nhưng ở phía nam là 500 mm (20 in).
Các cơn gió phía Bắc kéo dài suốt cả năm, làm lạnh bề mặt nước và đẩy băng xuống phía nam. Nhiệt độ trung bình của bề mặt nước vào khoảng dưới −1 °C (30 °F) ở phía bắc và 1–2 °C (34–36 °F) ở phía nam; vào mùa hè, các giá trị nhiệt độ rơi vào khoảng 0 và 6 °C (32 và 43 °F). Nhiệt độ nước ở đáy biển thường dưới −1 °C (30 °F). Độ mặn nước bề mặt từ 3,30–3,45% ở phía đông và dưới 3,20% ở phần phía tây, tăng đến 3,49% về phía đáy. Nước có màu xanh lục. Thủy triều xảy ra hai lần một ngày, với độ cao trung bình 4,4 m (14,4 ft), cùng các dòng nước phá vỡ các tảng băng nổi và hoà trộn các lớp nước khác nhau theo cả chiều ngang và chiều sâu.
Các vùng nước lạnh hơn của dòng hải lưu Bắc Đại Tây Dương chìm trong Bắc Băng Dương, quay trở lại phía nam dưới dạng hải lưu Đông Greenland lạnh, và là một phần quan trọng của dải băng Đại Tây Dương, chảy dọc theo phần phía tây của biển. Dọc theo phần phía đông là hải lưu Spitsbergen ấm áp, một phần của hải lưu Gulf Stream. Hỗn hợp cái lạnh, nước ngọt tan chảy và dòng chảy Spitsbergen mặn và ấm có thể góp phần sinh ra hiện tượng Cabbeling, góp phần vào sự lưu thông nhiệt. Sự kết hợp của những dòng chảy này tạo ra dòng nước ngược theo chiều kim đồng hồ ở phần trung tâm của biển.
Vì thường xuyên có sương mù, gió và các dòng hải lưu, liên tục mang băng và tảng băng xuyên qua biển Greenland về phía nam, biển có khoảng thời gian hẹp trong năm để lưu thông hàng hải thương mại nhằm để tránh mùa băng: Mùa băng bắt đầu từ tháng 10 và kết thúc vào tháng 8. Có ba loại băng trôi được phân biệt đó là: băng ở Bắc Cực (dày vài mét), băng biển (dày khoảng một mét) và tảng băng trôi nước ngọt.

### Băng Tây

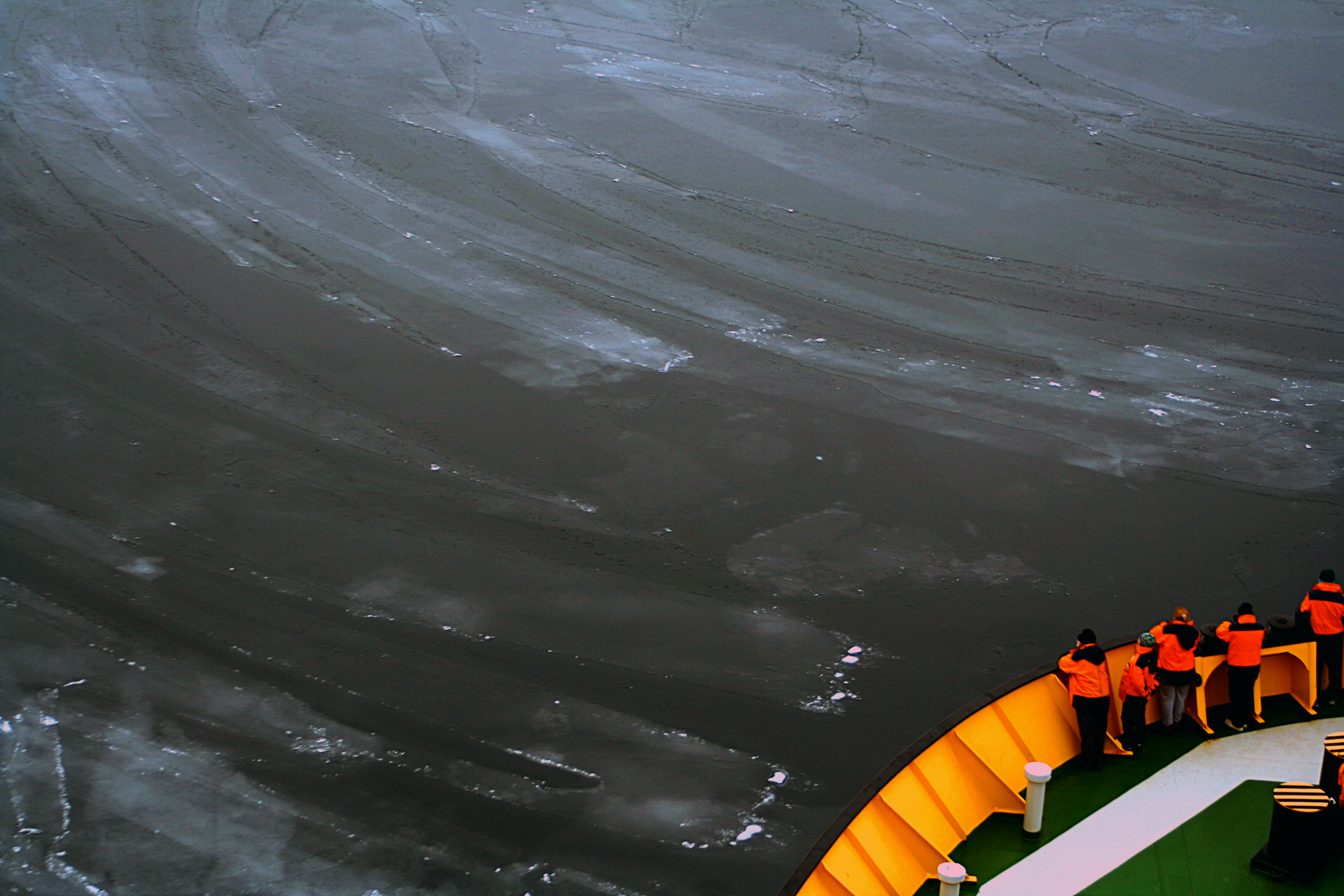
Băng dễ vỡ (frazil ice)

Băng Tây là một khu vực rộng lớn ở phía bắc Iceland giữa Greenland và Jan Mayen, bị bao phủ bởi lớp băng liên tục vào mùa đông. Đây cũng là nơi sinh sản lớn nhất của các loài hải cẩu, bao gồm hải cẩu Greenland, hải cẩu mào, và hải cẩu xám. Những thợ săn cá voi người Anh đã phát hiện khu vực này được phát hiện vào đầu thế kỷ 18 và từ cuối những năm 1750 là nơi để săn hải cẩu. Việc săn bắt đặc biệt diễn ra rầm rộ vào thế kỷ 19, nhưng đã giảm trong thế kỷ 20 do hạn chế săn bắt và nhu cầu thị trường thấp hơn. Vào khoảng ngày 5 tháng 4 năm 1952, một cơn bão lớn khiến các con tàu với 79 thợ săn hải cẩu Na Uy trên tàu mất tích. Bảy tàu săn hải cẩu khác của Na Uy cũng bị đắm trong cùng tháng.

### Lưỡi băng Odden

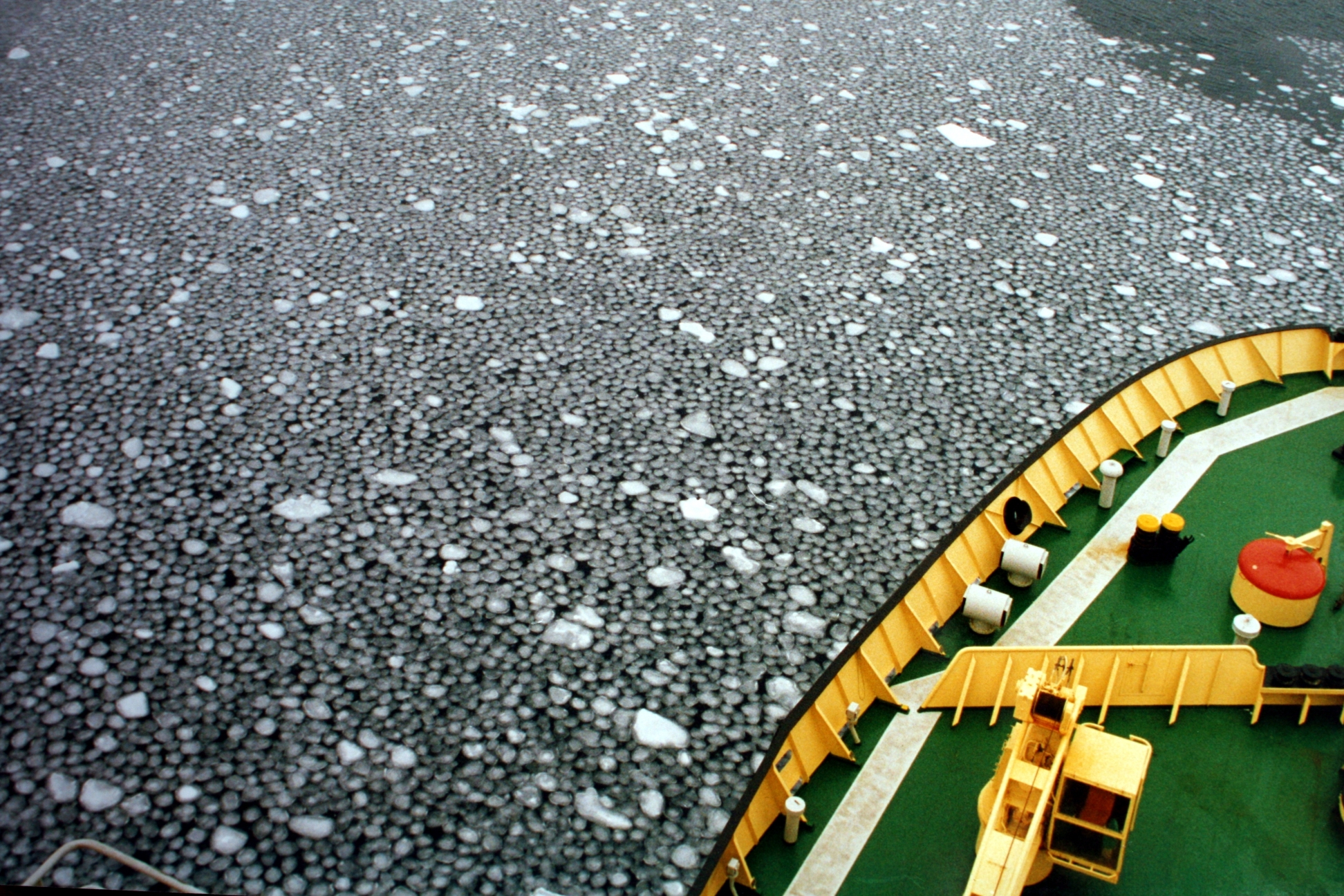
Băng bánh kếp (pancake ice)

Lưỡi băng Odden hay đơn giản là Odden (từ Tiếng Na Uy có nghĩa là mũi đất) là một khu vực hình thành băng mùa đông chủ yếu ở Bắc Cực. Khu vực này đã được biết đến trong một thời gian dài và được nhận diện bởi nhà thám hiểm Fridtjof Nansen nhưng người ta chỉ được hiểu đầy đủ về nó kể từ sự ra đời của các hình ảnh vệ tinh.
Trong hầu hết các năm, Odden có chiều dài khoảng 1.300 km (810 mi) và có diện tích lên tới 330.000 km2 (130.000 dặm vuông Anh). Khu vực này mở rộng về phía đông từ rìa băng chính Đông Greenland ở vùng lân cận 72–74°N trong suốt mùa đông do sự xuất diện của nước bề mặt cực lạnh trong dòng chảy Jan Mayen, làm chuyển hướng một số lượng nước về phía đông từ hải lưu Đông Greenland tại vĩ độ đó. Phần lớn băng đã hình thành tiếp tục dạt về phía nam, do gió thổi, vì vậy bề mặt nước lạnh giá là điều kiện thích hợp để các loại băng mới hình thành như băng dễ vỡ và băng bánh kếp ở các vùng biển động, tạo ra một lưỡi băng khối khổng lồ. Quá trình hình thành băng này ngăn cản lượng muối trở lại đại dương, làm cho nước bề mặt trở nên đặc hơn và chìm xuống dưới, đôi khi ở độ sâu khá lớn (từ 2.500 m (8.200 ft) trở lên), khiến vùng này trở thành một trong số ít vùng của đại dương trên thế giới xảy ra hiện tượng đối lưu mùa đông, giúp thúc đẩy toàn bộ hệ thống bề mặt và các dòng chảy sâu trên toàn thế giới được gọi là luân chuyển nhiệt muối. Kể từ những năm 1990, lưỡi băng Odden hiếm khi phát triển thêm.

## Hệ động vật
Biển Greenland là nơi sinh sống dày đặc của các sinh vật tạo thành phần đáy của chuỗi thức ăn trong đại dương. Các động vật không xương sống lớn, cá (như cá tuyết (Gadus spp.), cá trích (Clupea spp.), cá đỏ biển sâu (Sebastes mentella), cá bơn lưỡi ngựa (họ Pleuronectidae) và cá bơn sao (Pleuronectes platessa)), chim và động vật có vú (như hải cẩu nhóm Pinnipedia, các loài cá voi và cá heo) tất cả đều sinh sống nhờ các động vật không xương sống nhỏ và các sinh vật nhỏ khác.
Trước kia, biển Greenland là môi trường sinh sống của một số lượng lớn các loài cá voi khác nhau, đặc biệt là cá voi đầu cong, nhưng ngành công nghiệp săn bắt đã tận diệt chúng từ đầu những năm 1600 cho đến năm 1911. Trong vài thập kỷ qua, đã có một một số tín hiệu cho thấy quần thể loài cá này đã bắt đầu khôi phục.

## Dầu và khí tự nhiên
Cục Khảo sát Địa chất Hoa Kỳ ước tính có ít nhất 13% mỏ dầu chưa được khám phá trên thế giới và có 30% các túi khí tự nhiên chưa được khám phá trên thế giới nằm ở Bắc Cực, theo đó Biển Greenland có khả năng chứa một lượng lớn khí thiên nhiên và một lượng ít hơn nước ngưng tụ khí tự nhiên và dầu mỏ.  Điều này đã khiến quốc hội Greenland chấp thuận một số lượng lớn nhượng quyền ngoài khơi để khai thác hydrocacbon (dầu và khí đốt) tiềm năng. Phần lớn các nhượng quyền nằm ở các vùng biển phía tây Greenland (chủ yếu là ở eo biển Davis và vịnh Baffin), nhưng với 19 nhượng quyền ở biển Greenland.
Vào cuối năm 2013, tổng cộng có ba liên minh giành được quyền khai thác hydrocacbon ở bốn khu vực rộng lớn của biển Greenland từ Cục Khoáng sản và Dầu mỏ Greenland. Liên minh được lãnh đạo bởi các công ty dầu khí Equinor, tập đoàn Chevron và Eni, nhưng cũng bao gồm một số công ty nhỏ hơn khác như Shell Oil Company, BP, Ørsted và Nunaoil. Kể từ đó, một nhượng quyền khai thác hydrocacbon thứ năm đã được bán ra.
ExxonMobil, công ty dầu mỏ lớn nhất thế giới và có nhiều kinh nghiệm ở vùng Bắc Cực, lúc đầu cũng nộp đơn xin quyền khai thác dầu ở biển Greenland, nhưng sau đó đã rút khỏi vào tháng 12 năm 2013 với lý do chưa được giải thích. Thay vào đó, công ty này tập trung nỗ lực vào việc khai thác khí đá phiến và thị trường Hoa Kỳ.
Đối với ngành công nghiệp dầu mỏ, việc khoan tìm dầu ở các vùng nước sâu trong môi trường Bắc Cực đầy băng là một công việc mới tiềm năng, đồng thời cũng tiềm ẩn nhiều rủi ro và nguy hiểm. Do các khó khăn này, quốc hội Greenland kỳ vọng sẽ có các cuộc diễn tập thăm dò đầu tiên sẽ diễn ra không sớm hơn giữa thập niên 2020. Họ đánh giá một chương trình sơ bộ đầy đủ với các cuộc khảo sát địa chấn, diễn tập thăm dò và các biện pháp an toàn thích hợp sẽ mất khoảng 16 năm và khoản đầu tư khoảng 500 triệu USD cho mỗi lần nhượng quyền.